# جون فان كيسيل
جون فـان كيسيل هو لاعب هوكي الجليد كندي، ولد في 19 ديسمبر 1969 في Bridgewater, Nova Scotia ‏ في كندا.

## وصلات خارجية
- جون فـان كيسيل على موقع دوري الهوكي الوطني (الإنجليزية)
- جون فـان كيسيل على موقع EliteProspects.com (الإنجليزية)
- جون فـان كيسيل على موقع HockeyDB.com (الإنجليزية)